# Ispettore Callaghan: il caso Scorpio è tuo!
Ispettore Callaghan: il caso Scorpio è tuo! (Dirty Harry) è un film del 1971 diretto da Don Siegel.
Terrence Malick ha lavorato ad una versione della sceneggiatura nel 1970, senza venire accreditato nella versione finale del film.
È il primo capitolo della serie dedicata all'ispettore della polizia di San Francisco Harry Callaghan, interpretato da Clint Eastwood.
Il film è considerato una pietra miliare del poliziesco ed è liberamente tratto dalla vicenda del Killer dello Zodiaco.

## Trama
L'ispettore Harry Callaghan, duro poliziotto di San Francisco soprannominato "La carogna", viene convocato per l'omicidio di una giovane, uccisa da un colpo di fucile mentre nuotava in una piscina sul tetto di un edificio. L'unico luogo da cui può essere partito il colpo è un grattacielo distante qualche isolato e, recatosi sul posto, l'ispettore trova il bossolo e la rivendicazione del killer Scorpio, uno psicopatico che chiede 100000 $ per non uccidere ancora.
Nell'ufficio del sindaco Callaghan apprende che quest'ultimo è disposto a piegarsi al ricatto per prendere tempo, ma l'ispettore se ne va sdegnato e fermamente convinto di poter arrestare il killer; recatosi a pranzo il giorno seguente, sventa una rapina in banca compiuta da tre uomini di colore uccidendo il palo nell'automobile e uno dei malviventi e ferendo gravemente l'altro, che era armato di fucile. La polizia gli assegna comunque il caso Scorpio a patto che collabori con un giovane poliziotto alle prime armi: l'ispettore Gonzales.
I due si mettono quindi sulle tracce del killer ma incappano più volte in un falso allarme; in una di queste occasioni Callaghan riesce anche a far desistere un uomo dall'intento di buttarsi da un palazzo. Scorpio continua a mietere vittime e, come minacciato, di fronte al mancato pagamento del riscatto uccide un bambino di colore; l'omicidio di un prete, annunciato nel messaggio fatto trovare sul grattacielo, viene invece sventato da Callaghan e Gonzales: Scorpio fa quindi recapitare alla polizia un messaggio - accompagnato dalla biancheria intima, da una ciocca di capelli e da un dente - in cui afferma di aver preso in ostaggio una ragazza quattordicenne che verrà uccisa se non gli verranno consegnati 200000 $ entro ventiquattro ore.
Callaghan si offre di portare la borsa con i soldi a Scorpio che, per essere sicuro che l'ispettore sia solo, lo fa correre tra i telefoni pubblici della città fino a condurlo al parco più grande della stessa, dove il poliziotto viene aggredito dal malvivente; Gonzales - che stava seguendo gli spostamenti di Callaghan grazie ad un radiomicrofono - sopraggiunge e spara a Scorpio, venendo poi ferito gravemente dai colpi di mitra dell'assassino. Durante la colluttazione Callaghan riesce a piantare un coltello nella gamba di Scorpio; il killer scappa perdendo il malloppo e, zoppicando, si dà alla fuga.
La polizia viene avvisata che al pronto soccorso, durante la notte, un uomo con gli occhi azzurri e i capelli biondi è stato medicato a una gamba e l'ispettore capisce che si tratta del fuggitivo; il dottore che lo ha medicato ricorda di aver visto il paziente fuori dallo stadio di fronte all'ospedale intento a vendere i programmi delle partite e anche che il custode dello stadio ha permesso al killer di alloggiare in uno stanzino dell'impianto.
Deciso ad arrestare Scorpio una volta per tutte, Callaghan penetra nello stadio di San Francisco, gli spara ad una gamba e lo tortura per venire a conoscenza del luogo in cui ha nascosto la ragazza, ma la sventurata viene trovata morta in un pozzo vicino ad un ponte della città. Il killer viene tuttavia rilasciato a causa delle torture di Callaghan, che per di più era sprovvisto di mandato, mentre Gonzales comunica a quest'ultimo la decisione di ritirarsi per diventare un insegnante. Nel successivo colloquio tra Callaghan e la moglie di Gonzales, si scopre che l'ispettore era sposato e che la moglie è morta in un incidente automobilistico causato da un ubriaco.
Scorpio, dopo aver scoperto di essere pedinato da Callaghan, paga un malvivente per farsi brutalmente pestare e dare la colpa all'ispettore, ottenendo che a Callaghan venga impedito di seguirlo e sorvegliarlo. Una volta uscito dall'ospedale Scorpio prende in ostaggio un autobus della scuola elementare con sei bambini a bordo ed esige un nuovo riscatto: Callaghan si rifiuta di sottostare all'ennesima richiesta dello squilibrato, nonostante l'opinione contraria del sindaco e del capo della polizia, e decide di fermarlo da solo.
Raggiunto l'autobus in una cava, Callaghan riesce a mettere in fuga Scorpio: al termine di un concitato inseguimento, quest'ultimo prende in ostaggio un bambino che stava pescando lì vicino, ma Callaghan gli spara disarmandolo. A questo punto l'ispettore invita lo psicopatico a tentare la sorte: provare a riprendere la sua arma o arrendersi. Scorpio, esasperato dal tono sprezzante di Callaghan, cerca di riprendere la pistola ma il poliziotto lo fredda con l'ultimo proiettile della sua .44 Magnum. Sentendo le sirene della polizia in arrivo, Callaghan stacca il distintivo dal portafoglio, lo getta nel fiume e si allontana, stanco di un sistema che tutela i carnefici e non le loro vittime.

## Distribuzione
Il film uscì nelle sale statunitensi il 23 dicembre 1971 e in quelle italiane il 21 gennaio 1972.
Al box office il film incassò quasi 36 milioni di dollari, rivelandosi un successo.

## Riconoscimenti
- Nel 2012 è stato scelto per la conservazione nel National Film Registry della Biblioteca del Congresso[4].
- La celebre battuta del film ("Devi fare a te stesso una domanda: "Mi sento fortunato?" Eh, pivello?", "You've got to ask yourself one question: "Do I feel lucky?" Well, do ya, punk?" in lingua originale[5]) è stata inserita nel 2005 al cinquantunesimo posto della lista delle cento migliori citazioni cinematografiche di tutti i tempi stilata dall'American Film Institute[6].

## Seguiti
Il film ha quattro seguiti, con protagonista ancora Eastwood:
- Una 44 Magnum per l'ispettore Callaghan (Magnum Force), regia di Ted Post (1973)
- Cielo di piombo, ispettore Callaghan (The Enforcer), regia di James Fargo (1976)
- Coraggio... fatti ammazzare (Sudden Impact), regia di Clint Eastwood (1983)
- Scommessa con la morte (The Dead Pool), regia di Buddy Van Horn (1988)